# Krumme Lanke

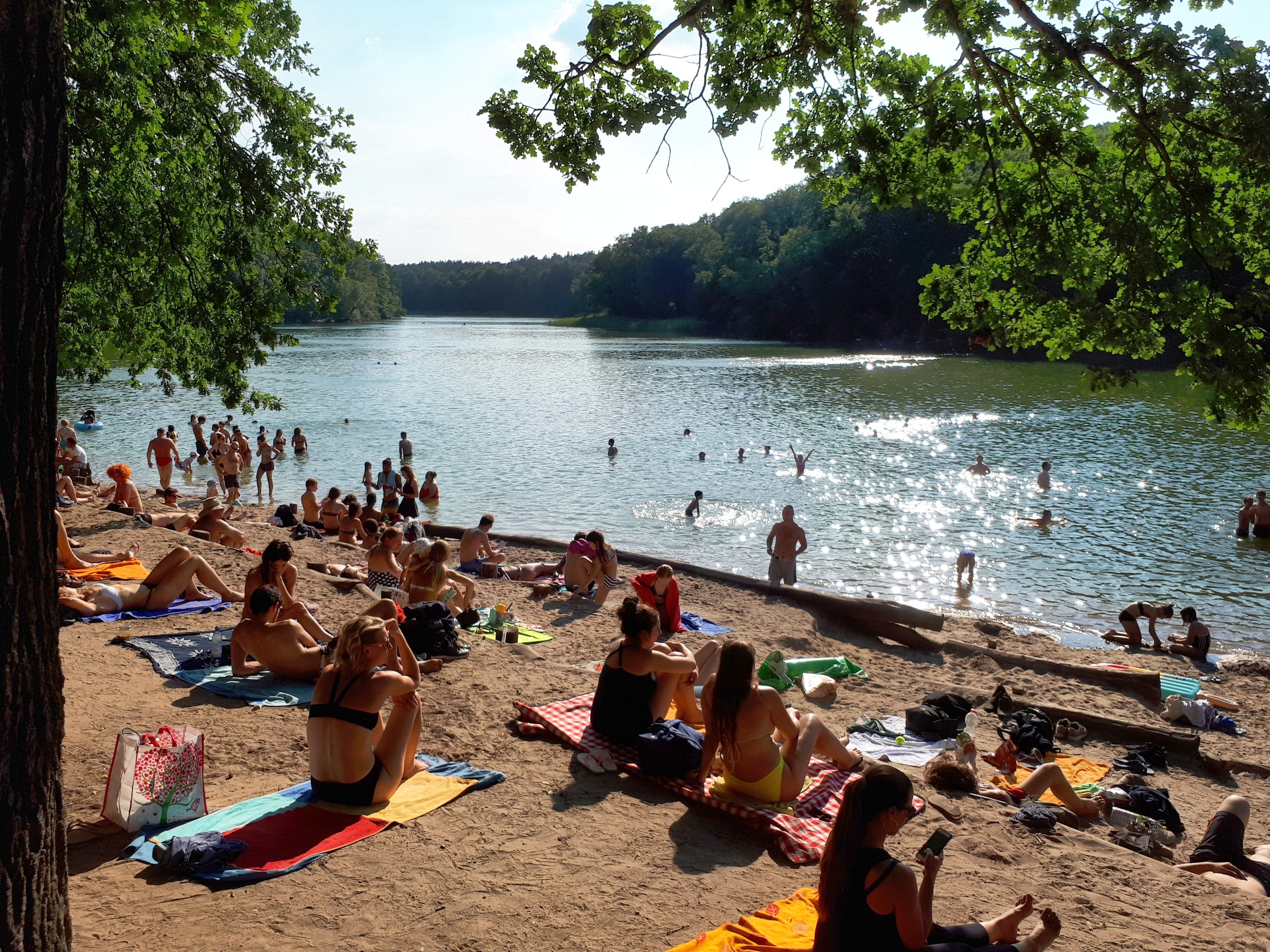
Badestelle am Nordende, 2018

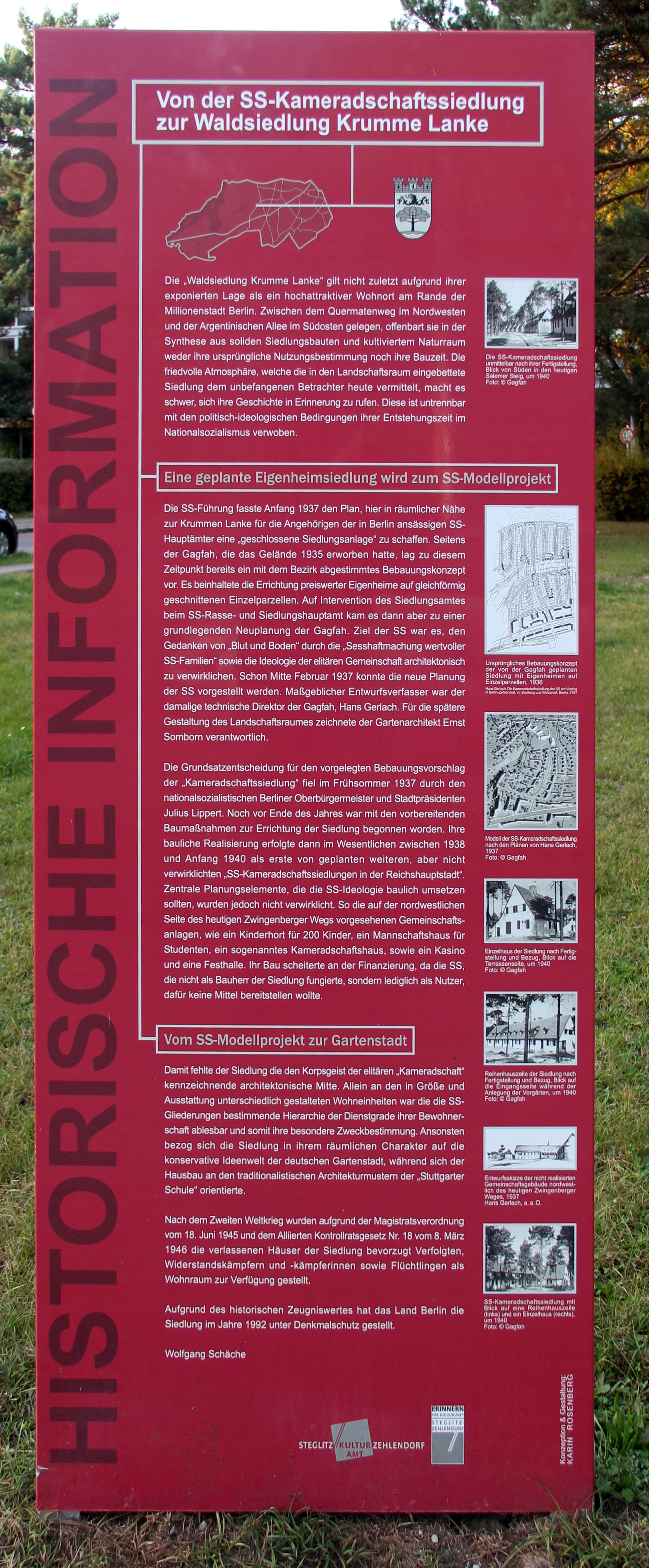
Gedenktafel an der Argentinischen Allee/Teschener Weg in Berlin-Zehlendorf

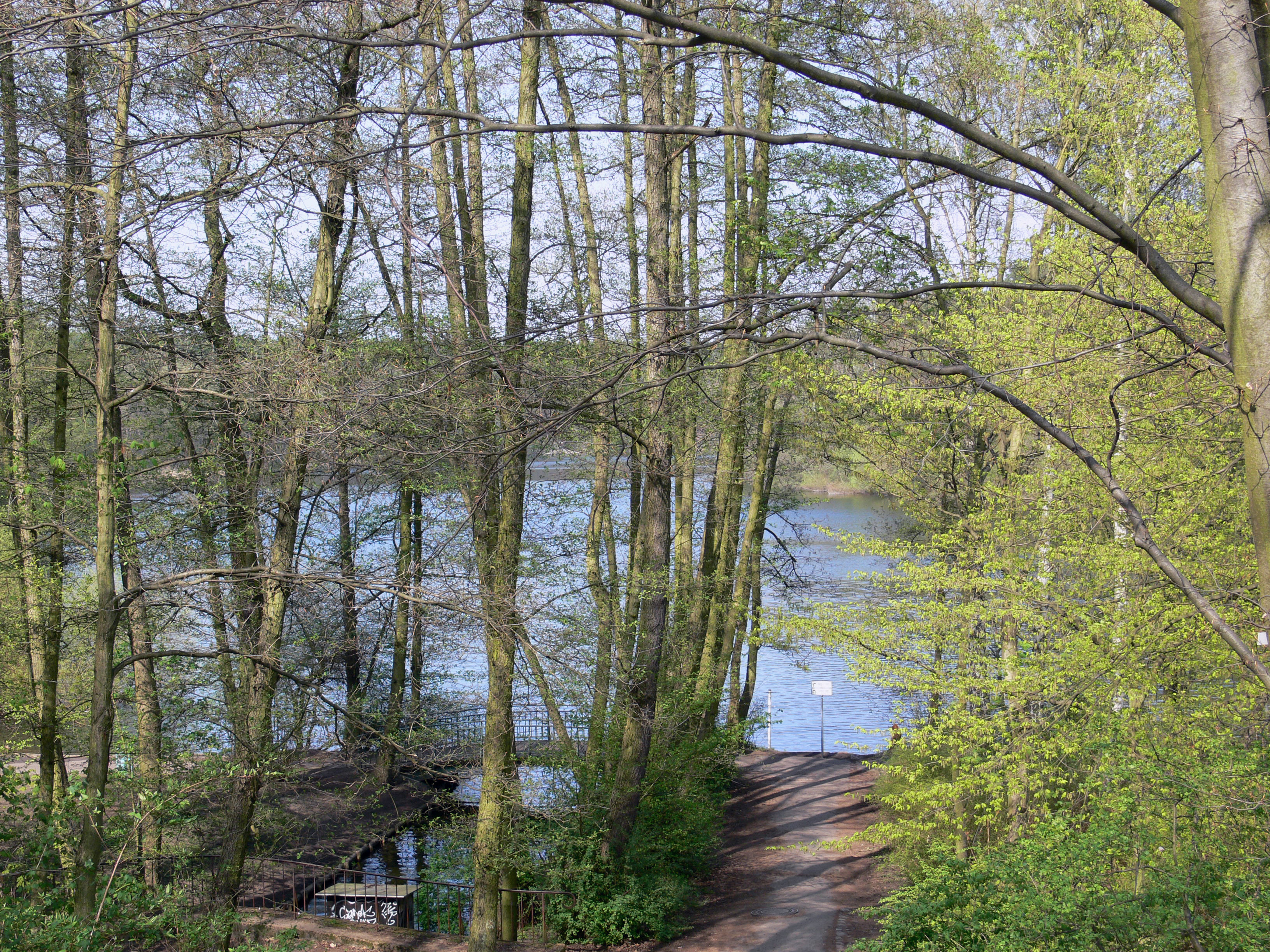
Krumme Lanke, April 2009

Die Krumme Lanke ist ein See im Südwesten Berlins im Bezirk Steglitz-Zehlendorf am Rande des Grunewaldes.

## Geographie
Die Krumme Lanke stellt nach dem Nikolassee und dem benachbarten Schlachtensee den drittsüdlichsten See der Grunewaldseenkette dar. Nach Nordosten folgen der verlandete „Riemeistersee“ im Naturschutzgebiet Riemeisterfenn, das Naturschutzgebiet Langes Luch, der Grunewaldsee und der Hundekehlesee. Die schlauchförmige „Krumme Lanke“ hat eine Länge von 1100 m, einen Umfang von etwa 2,5 km, ist bis zu 6,60 m tief und hat eine Fläche von etwa 154.000 m². Unterirdisch ist der See mit dem Schlachtensee verbunden.
Etwa einen Kilometer vom See befindet sich der nach dem See benannte U-Bahnhof Krumme Lanke der U-Bahn-Linie U3.

## Fauna
Neben den – für die Grunewaldseenkette typischen – Aalen, Schleien, Hechten, Karpfen, Welsen und Zandern sind allein in der Krummen Lanke Rapfen aus der Familie der Karpfen heimisch.

## Funktion als Erholungsgebiet
Ein zweieinhalb Kilometer langer Uferweg wird zum Spazierengehen und von vielen Joggern benutzt. An mehreren Stellen kann an der Krummen Lanke gebadet werden. Dabei blieben auch tödliche Badeunfälle 2005, 2006 und 2024 nicht aus. Besonders die Badestelle am Nordende mit flachem Sandstrand ist im Sommer ein beliebter Treff für Jung und Alt. Eine Liegewiese an der Fischerhüttenstraße wird auch für FKK genutzt. Das Nordufer gehört zum Hundeauslaufgebiet Grunewald. Das Südufer gehört zur Grünanlage, in der Hunde angeleint und von Liegewiesen und Badestellen ferngehalten werden müssen. Geschützte Schilfanpflanzungen konnten am Nordufer etabliert werden.

## Geschichte

### Dorf Crumense
Nachdem das einflussreiche Kloster Lehnin des Zisterzienserordens im Jahr 1242 bereits das damalige Dorf Zehlendorf mit dem benachbarten Schlachtensee und dem Nikolassee gekauft hatte, dehnten die Mönche neun Jahre später ihren Grundbesitz noch ein Stück weiter in den nördlichen Teltow aus. 1251 kauften sie das Dorf Crumense an der Krummen Lanke für 150 Mark von den gemeinsam regierenden askanischen Markgrafen Johann I. und Otto III.: „…in his villis Celendorpe, Crumense…“ Da das Dorf bereits im Landbuch Karls IV. von 1375 nicht mehr verzeichnet ist, ist es sehr wahrscheinlich bald nach dem Kauf wüst gefallen.
Da Grabungen in der Wüstung slawische Keramik zutage förderten, ist davon auszugehen, dass auch slawische Siedler bei der Gründung des Dorfes beteiligt waren. Der Name ‚Crumense‘ bezeichnet nach Gerhard Schlimpert mittelniederdeutsch einen Ort an einem krummen See, sodass der See dem Ort den Namen gab. In Urkunden von 1543 und 1591 finden sich dann Belege für den See selbst, der auch hier noch „Krummensee“ heißt. Auch der Namensteil Lanke leitet sich von einer regionalen polabischen Bezeichnung für Gewässer ab, vgl. Lanke (Toponym).

### SS-Funktionärssiedlung
Zwischen 1938 und 1940 wurde von der GAGFAH hier die SS-Kameradschaftssiedlung Berlin, Krumme Lanke errichtet – die seit 1992 unter Denkmalschutz gestellte Waldsiedlung Krumme Lanke. In Zusammenarbeit mit dem Rasse- und Siedlungshauptamt sollte laut Reichsführer SS Heinrich Himmler „für die SS-Hauptämter in Berlin eine geschlossene Siedlungsanlage“ geschaffen werden. Die Straßen sind nach 1945 fast alle umbenannt worden: So wurde beispielsweise aus der Sigstraße der Bürstadter Weg, der Treuepfad wurde zum Alsbacher Weg und aus der Ahnenzeile wurde der Jugenheimer Weg (nach Seeheim-Jugenheim im hessischen Landkreis Darmstadt-Dieburg). Einige Straßennamen wie Im Kinderland oder Himmelsteig wurden beibehalten.

### Bergung eines abgestürzten Bombers
Am 4. Dezember 1970 begann im westlichen Teil der Krummen Lanke die Bergung eines abgestürzten Flugzeugs. Der britische Bomber war 1944 bei einem alliierten Luftangriff abgestürzt und im See versunken. An Bord befindliche Bomben, Treibstofftanks und Öl wurden von der mit der Bergung beauftragten Firma vermutet. Augenzeugenberichte besagten, dass der Bomber kurz vor dem Absturz explodierte. Deshalb wurde davon ausgegangen, dass die Wrackteile in einem Umkreis von 50 m verstreut seien und zum Teil unter einer fünf Meter hohen Schlammschicht liegen. Auf Grund der hohen Bergungskosten hatten die Behörden die Bergung öfter hinausgezögert.

### Sonstige Geschichtsdaten
Am Uferweg auf Höhe der nördlichen Badestelle befindet sich ein Gedenkstein (52° 27′ 16,5″ N, 13° 14′ 23,5″ O) für den Wachtmeister Fritz Göhrs, der dort 1928 ums Leben kam. Während eines Patrouillenrittes scheute sein Dienstpferd, und Göhrs stürzte daraufhin in die Krumme Lanke. Sein Pferd fiel auf ihn, er konnte sich nicht mehr befreien und ertrank.
In der Nähe des Ufers wurde am 5. Juni 1974 Ulrich Schmücker, ein V-Mann des Verfassungsschutzes, von US-Soldaten sterbend aufgefunden.

## Musik
- Fredy Sieg, ein Berliner Vortragskünstler, schrieb 1923 Das Lied von der Krummen Lanke [10]
- Das Quartett Insterburg & Co. besang 1973 die Krumme Lanke in dem gleichnamigen Lied auf ihrem Album Die Hohe Schule der Musik.[11]
- Die Berliner Band Gebrüder Blattschuss brachte 1980 das Lied Krumme Lanke heraus.[12]
- Die US-amerikanische Indie-Pop-Gruppe Ducktails veröffentlichten auf ihrem 2015er Album St. Catherine ein Stück mit dem Titel Krumme Lanke.[13]